# Andreas Sucher
Andreas Sucher (* 28. Jänner 1979 in Villach) ist ein österreichischer Politiker (SPÖ) und derzeit Villacher Gemeinderatsmitglied und Landesgeschäftsführer der SPÖ Kärnten.

## Leben
Sucher maturierte 1998 an der HTL Villach Fachrichtung EDV und Organisation und schloss im Jahre 2006 an der FH Villach nebenberuflich das Diplomstudium der Elektronik ab. Er arbeitete von 1999 bis 2000 im Klagenfurter LKH, wechselte danach viereinhalb Jahre zur Infineon. Nach dieser Zeit ging er zurück in die Krankenhausbranche und arbeitete dort weitere 7 Jahre im LKH Villach. Am 11. September 2015 heiratete er Tanja Weber.

## Politik
Seit 2003 ist Andreas Sucher Mitglied der SPÖ. Er engagierte sich in seiner LKH-Zeit als Betriebsrat und war auch im AK-Parlament vertreten. Danach arbeitete er als Mitarbeiter der Landesregierung für Landeshauptmann Peter Kaiser. Am 23. März 2015 wurde Sucher mit 100 % zum Klubobmann der SPÖ Villach gewählt und am 10. April gleichen Jahres wurde er bei der konstituierenden Sitzung des neu gewählten Gemeinderates als Mitglied des Villacher Stadtsenates angelobt.

### Politische Projekte
In der Zeit als Stadtrat (Referent für Bauangelegenheiten, Stadtentwicklung, Stadtplanung, Sport und Freizeitanlagen, Feuerwehrwesen, Liegenschaften und Wohnungen) setzte Sucher einige Akzente. Unter anderem wurde der Bau der neuen Sportanlage in Landskron, die Um- und Neugestaltung des Hans-Gasser-Platzes sowie eine Investitionsoffensive in den Bildungsbereich gestartet. Besonderes Augenmerk wurde dabei auf die Einbindung der Bürgerinnen und Bürger gelegt. Mit den Villacher Feuerwehren startete er ein Projekt zur Integration von Flüchtlingen durch die Mitarbeit bei der Hauptfeuerwache Villach. Gemeinsam mit den Verantwortlichen der Villacher Fußballvereine initiierte und unterstützte er die Gründung einer Spielgemeinschaft, mit dem primären Ziel, die professionelle Jugendarbeit zu forcieren und eine Basis dafür zu schaffen, dass der Fußball sowohl als Breitensport als auch als Spitzensport in Villach verstärkt wird.
Neben vielen Maßnahmen zur Verbesserung und Erneuerung der städtischen Infrastruktur arbeitete Sucher auch an der Finalisierung des Stadtentwicklungskonzeptes 2025 (SteVi 2025).

### Rücktritt als Stadtrat
Er erlangte landesweite Bekanntheit durch seine Meinungsmache unter dem Pseudonym „dklamp“ im Forum der Kleinen Zeitung. Unter diesem Pseudonym kritisierte Sucher andere Parteien (meist ÖVP) zum Teil wüst und lobte gewählte SPÖ-Vertreter sowie sich selbst. Aufgeflogen ist das Doppelspiel, als er versehentlich einen Kommentar von „dklamp“ mit „A.Sucher“ unterschrieb. Neben dem Fake-account „dklamp“ und seinem eigentlichen Benutzer gab Sucher zu, noch einen weiteren Account benutzt zu haben, um Artikel zu kommentieren. Einen Rücktritt zog Sucher zuerst nicht in Betracht. Die SPÖ stand dennoch weiter hinter Sucher und schrieb die Posting-Affäre der „Jugend“ des Politikers zu. Am Montag, den 1. August 2016 trat Sucher – nach Absprache mit Bürgermeister Günther Albel – von seinen Funktionen als Klubobmann und Stadtrat zurück. In der Gemeinderatssitzung vom 21. September 2016 nahm sein Nachfolger Harald Sobe den Platz als Stadtrat ein.

### Politische Funktionen
Sucher nimmt seit seinem Rücktritt als Stadtrat das Mandat des Villacher Gemeinderats wahr und ist Obmann des Haupt- und Finanzausschusses, Mitglied des Ausschusses für Stadtentwicklung und Planung sowie des Ausschusses für städtische Betriebe und Unternehmen.
2018 folgte er Daniel Fellner als Landesgeschäftsführer der SPÖ Kärnten nach.

## Ehrenamtliche Funktionen
Sucher ist seit 2015 Obmann des Vereines Nordisches Schisportzentrum Süd – Villacher Alpen Arena., Vorsitzender-Stellvertreter der Naturfreunde Kärnten und Rechnungsprüfer beim Villacher Verein für Sozialbetreuung – ARGE Sozial.